# Гровтон (Њу Хемпшир)
Гровтон (енгл. Groveton) насељено је место без административног статуса у америчкој савезној држави Њу Хемпшир.

## Демографија
По попису из 2010. године број становника је 1.118, што је 79 (-6,6%) становника мање него 2000. године.
| Група             | 2000.         | 2010.         |
| Белци             | 1.178 (98,4%) | 1.100 (98,4%) |
| Афроамериканци    | 0 (0,0%)      | 0 (0,0%)      |
| Азијати           | 3 (0,3%)      | 2 (0,2%)      |
| Хиспаноамериканци | 4 (0,3%)      | 7 (0,6%)      |
| Укупно            | 1.197         | 1.118         |